# Leonardo de Pisa
Leonardo de Pisa   (Pisa, c. 1170 - Pisa, Després de 1240), també conegut com a Leonardo Pisano, Leonardo Bonacci, Leonardo Fibonacci o, de forma més comuna, simplement Fibonacci, va ser un matemàtic italià, potser un dels matemàtics amb més talent de l'edat mitjana. Va fer molts viatges per tota la Mediterrània: Síria, Egipte, Grècia, França, Sicília, i el nord d'Àfrica.
Fibonacci és conegut actualment per:
- Haver contribuït a la difusió del sistema de numeració indoaràbic a Europa, sobretot per la publicació a principis del segle xiii del seu Llibre dels càlculs, el Liber Abaci.
- Una successió numèrica molt utilitzada, coneguda amb el seu nom com a successió de Fibonacci,[4] que va utilitzar com a exemple en el Liber Abaci.[5]

Aplicà l'àlgebra als problemes geomètrics. Desenvolupà la trigonometria i feu treballs interessants sobre les equacions quadràtiques.

## Biografia

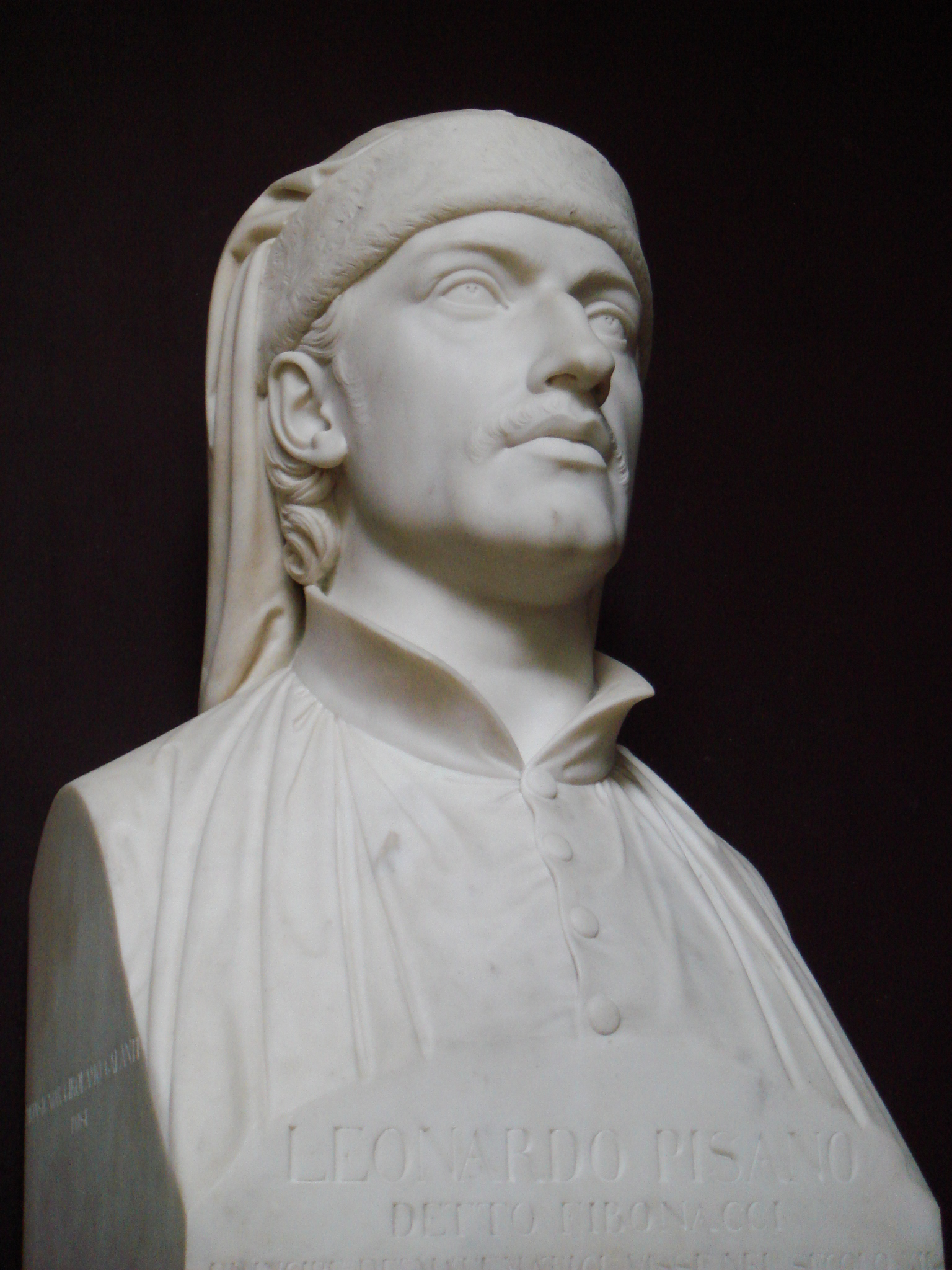
Bust de Leonardo de Pisa, dit il Fibonacci, obra de Bertel Thorvaldsen (Museu Thorvaldsen, Copenhagen)

Leonardo va néixer a Pisa. El seu pare, Guglielmo, era conegut amb el malnom de Bonaccio ('bon jan' o 'simple'). La mare de Leonardo, Alessandra, va morir quan ell tenia nou anys. Leonardo va ser anomenat pòstumament Fibonacci (de filius Bonacci, 'fill de Bonaccio').
Guglielmo dirigia un establiment comercial -segons algunes fonts, era l'assessor de Pisa- a Bugia, un port a l'est d'Alger, al soldanat de la dinastia almohade a l'Àfrica del nord (avui Algèria). De jove, Leonardo hi va viatjar per ajudar-lo. Va estar a Egipte, Síria, Grècia, Sicília i Provença. Va ser en tots aquests viatges on aprengué el sistema de numeració aràbiga.
Per la seva falta d'atenció a les qüestions de comerç i la preferència per les activitats matemàtiques, els seus compatriotes li varen posar el malnom despectiu de Bigollone.
Observant que l'aritmètica àrab, que havia après amb el seu pare, era un sistema més simple i eficient que la numeració romana, Fibonacci va viatjar per tot el Mediterrani per estudiar i aprendre dels millors matemàtics àrabs del seu temps. Va tornar a Pisa dels seus viatges cap al 1200. L'any 1202, a l'edat de 32 anys, va publicar el Liber Abaci (Llibre de l'àbac o Llibre de càlcul), amb el qual es va introduir la numeració indoaràbiga a Europa. Al Liber Abaci, Leonardo mostra per primer cop, amb exemples per a cada cas, la superioritat de la numeració aràbiga sobre el sistema romà preexistent. Si bé aquest no era el primer llibre escrit a Itàlia que tractés sobre la numeració aràbiga, cap més no ho havia fet tan extensament ni amb un contingut tant raonat.
Fibonacci és anterior a la impremta, per tant, els seus llibres van ser manuscrits. Dels seus llibres, encara tenim còpies del Liber Abaci (1202), Practica Geometriae (1220), Flos (1225), i el Liber quadratorum. Però sabem que va escriure alguns textos més, que, malauradament, estan perduts. El seu llibre d'aritmètica comercial Di minor guisa s'ha perdut, igual que el seu comentari sobre el llibre X dels Elements d'Euclides, que tenia un tractament numèric dels nombres irracionals a què Euclides s'havia acostat des d'un punt de vista geomètric. També va fer un treball sobre els nombres quadrats, del qual es coneixia l'existència d'un manuscrit a Florència el 1768, però no s'ha pogut trobar.
Es podria pensar que en una època que Europa estava poc interessada en l'erudició, Fibonacci hauria estat força ignorat. Això, però, no és així, i el gran interès en la seva obra, sense dubte, va contribuir força a la seva importància. Fibonacci va ser contemporani de Jordanus Nemorarius i de Robert Grosseteste, però ells van ser matemàtics força més sofisticats, i els èxits de Fibonacci van ser més fàcilment reconeguts, malgrat que van ser les seves aplicacions pràctiques, més que els teoremes abstractes, les que el van fer famós per als seus coetanis.
Frederic II, l'emperador del Sacre Imperi Romanogermànic, havia estat coronat pel papa a l'església de Sant Pere de Roma el novembre de 1220. Frederic II va donar suport a Pisa durant els seus conflictes amb Gènova al mar i amb Lucca i Florència a terra, i la va utilitzar fins al 1227 per a consolidar el seu poder a Itàlia. Al comerç i la indústria hi havia el control de l'estat, i per supervisar aquest monopoli hi havien funcionaris civils a la Universitat de Nàpols, que Frederic va fundar per a aquest propòsit el 1224.
Frederic va tenir notícies de l'obra de Fibonacci pels erudits de la seva cort que havien tingut correspondència amb ell d'ençà que va tornar a Pisa, al voltant del 1200. Aquests erudits incloïen Michael Scotus, que era l'astròleg de la cort, Theodorus Physicus, filòsof de la cort, i Dominicus Hispanus, que va suggerir a Frederic que es trobés amb Fibonacci quan la cort era a Pisa, al voltant del 1225.
Leonardo s'hi va fer amic, i va ser convidat de l'emperador Frederic, a qui l'interessaven les matemàtiques i la ciència.
Johannes de Palerm, un altre membre de la cort de Frederic II, va presentar un conjunt de problemes com a reptes per al gran matemàtic Fibonacci. Tres d'aquests problemes van ser resolts per Fibonacci, i va donar les solucions al llibre Flos, que va enviar a Frederic II.
Després de 1228, només hi ha un document conegut pel que fa a Fibonacci. Aquest és un decret de la República de Pisa el 1240, amb el qual s'atorga un salari a: 
... el seriós i culte mestre Leonardo Bonacci ....
Aquest salari va ser atorgat a Fibonacci en reconeixement pels serveis que havia prestat a la ciutat, aconsellant sobre temes de comptabilitat i ensenyant als ciutadans.

## Treballs matemàtics

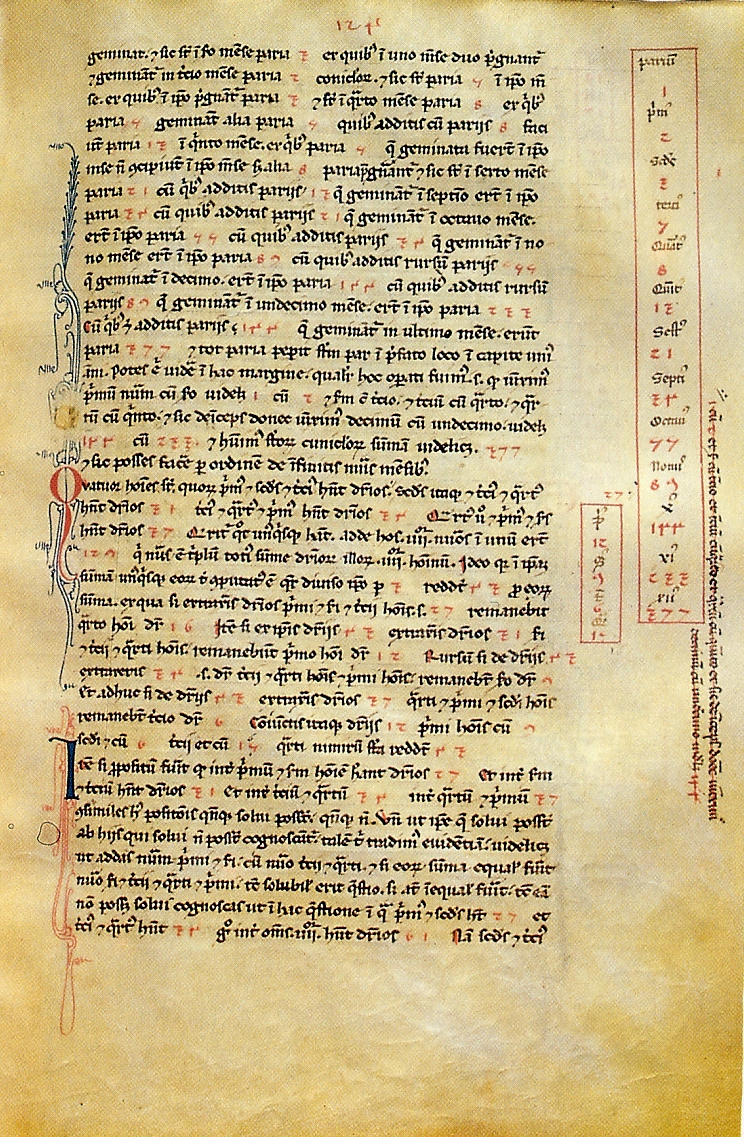
Full del Liber Abaci de Leonardo da Pisa

Abans de la publicació del Liber Abaci, cap escriptor cristià no havia fet servir els nombres àrabs o indis. Els manuscrits existents, i els que semblen haver existit prèviament, es creu que varen ser escrits per jueus i per àrabs andalusins. El Dr. Peacock (Encyclopedia Metropolitana) havia arribat a la conclusió que les obres de Fibonacci eren les primeres on hi han aquestes xifres. Cal destacar que l'autor no va ser conegut fins al segle xvii, quan Giovanni Targioni Tozzetti va trobar els manuscrits a Florència. La intenció de Commandine i Bernard era demostrar que abans ja es coneixien.

Algorisme de multiplicació per cel·les. Es dibuixa una xarxa de cel·les com la de la figura, el nombres a multiplicar s'escriuen al damunt i a la dreta; en cada quadrat s'escriuen separades per la diagonal les dues xifres resultat de multiplicar la xifra de la fila per la xifra de la columna. Finalment, se sumen les diagonals i s'obté el resultat de la multiplicació

### Liber Abaci
Quan va aparèixer el Liber Abaci de Fionacci per primera vegada, només uns pocs intel·lectuals europeus coneixien el nombres indoaràbics per traduccions dels escrits del matemàtic àrab del segle ix, Al-Khwarizmi.
Al Liber Abaci (1202), Fibonacci presenta l'anomenat modus Indorum ('mètode dels indis'), que avui es coneix com els nombres aràbics (Sigler, 2003; Grimm, 1973). El llibre ensenya la numeració amb els dígits 0-9, i explica la notació posicional. El llibre mostra la gran practicitat d'aquest "nou" sistema de numeració, mitjançant l'ús de la multiplicació per cel·les (un algorisme de multiplicació) i la fracció egipciana, tot aplicant-lo a la comptabilitat, la conversió de mesures i pesos, càlculs d'interès, canvi de monedes, i altres aplicacions.
El llibre va ser molt ben rebut a tota l'Europa instruïda, i va fer un gran impacte al pensament europeu.
El Liber Abaci també planteja, i resol, un problema que implica el creixement d'una hipotètica població de conills sobre una base de supòsits idealitzada. La solució, generació per generació, és una seqüència de nombres més tard coneguda com a successió de Fibonacci. Aquesta seqüència ja era coneguda pels matemàtics indis el segle vi, però va ser Fibonacci, mitjançant aquest llibre, qui la va portar a Occident.

#### Successió de Fibonacci
Fibonacci considera el creixement d'una població de conills idealitzada (biològicament irreal), suposant que:
- El mes "zero", hi ha un parell de conills (parells addicionals de conills = 0).
- El primer mes, el primer parell cria un altre parell (parells addicionals de conills = 1).
- El segon mes, cada parell de conills en té un altre parell, però el primer parell mor (parells addicionals de conills = 1).
- El tercer mes, el segon parell i el nou (dos parells) en tenen un total de tres parells nous, i el segon parell més vell mor (parells addicionals de conills = 2).

El resultat d'això és que cada parell de conills té 2 parells a la vida, i mor.
Sia la població al mes n F(n). En aquest moment, només els conills que eren vius al mes n − 2 són fèrtils i es reprodueixen, així s'afegeixen F(n − 2) parells de conills a la població actual de F(n − 1). Per tant, el total és F(n) = F(n − 1) + F(n − 2).
És a dir, a la successió de nombres de Fibonacci, cada nombre és la suma dels dos nombres anteriors, començant amb 0 i 1. Així comença la successió:
0, 1, 1, 2, 3, 5, 8, 13, 21, 34, 55, 89, 144, 233, 377, 610, etc.
Els nombres més alts de la successió, si es prenen dos nombres consecutius d'aquesta i es divideixen, dona un resultat molt proper a la raó àuria (aproximadament, 1: 1,618 i 0,618: 1); de fet, la raó àuria n'és la tendència d'aquesta operació.

### Liber Quadratorum
L'any 1225 publica el seu segon i principal llibre: Liber Quadratorum, 'El llibre dels quadrats', arran d'un desafiament fet per Joan de Palerm, un altre matemàtic de la cort de Frederic II, el qual li proposà de trobar un quadrat tal que si se li sumés o restés el nombre cinc, donés com a resultat, en ambdós casos, nombres quadrats.
En notació moderna: x² + 5 = y² i x² - 5 = z²
Fibonacci inicià la resolució del problema amb els coneixements rudimentaris que es disposava vers els nombres quadrats des de l'antiga Grècia, tot avançant gradualment, resolent, una rere l'altra, proposicions fins a trobar la solució al problema d'anàlisi indeterminada.
Inicialment, Leonardo, a la seva obra, parteix de la simple observació:
| «                                            | Vaig pensar sobre l'origen de tots els nombres quadrats i vaig descobrir que es deriven de l'augment de la seqüència de nombres senars, per la unitat és un quadrat i d'aquesta s'extreu el primer quadrat, a saber, 1; a aquesta unitat, s'hi afegeix 3, obtenint el següent quadrat, és a dir, 4, amb arrel 2; si a la suma s'afegeix el tercer nombre senar, a saber, el 5, es crea el tercer quadrat, a saber, 9, amb arrel 3; i llavors, les sumes de nombres imparells consecutius i una seqüència de quadrats sorgeixen junts i en ordre. | » |
| — Leonardo de Pisa, Liber Quadratorum, pag.4 | |   |

És a dir: 1=1², 1+3=2², 1+3+5=3²...
O en general, en notació moderna:
{\displaystyle \sum \limits _{i=1}^{n}{\left(2i-1\right)}=n^{2}}
A partir d'aquí, podia haver contestat immediatament que el problema no té solució. Fixeu-vos que la diferència entre dos quadrats ha de ser igual a la suma d'una sèrie de nombres senars consecutius. Al problema es demana que y² - z² = 10, però no hi ha cap successió de nombres senars consecutius que doni 10 (3+5=8, 3+5+7=15, 5+7=12, i totes les altres donen més de 10). Però Fibonacci generalitza el problema i busca la solució per al cas general.
Al llibre, presenta el concepte d'uns nombres que denominà congruents, i que defineix, en terminologia actual, com c = m·n (m² - n²), on m i n són naturals senars amb m > n. D'aquesta manera, el més baix d'aquests nombres és el 24. Enuncia i demostra que el producte d'un nombre congruent per un quadrat dona com a resultat un altre nombre congruent.
Utilitza aquests nombres com a eines per a les seves posteriors proposicions, fent-los intervenir en una identitat que és coneguda amb el nom d'identitat de Fibonacci. Que té el valor determinat per la fórmula: [1/2(m²+n²)]² ± mn (m² - n²) = [1/2(m² - n²) ± mn]²; i permet trobar amb facilitat solucions possibles al problema.
Per exemple, pel cas més petit, m = 3 i n = 1, llavors c = 3·1·(3²-1²) = 24, aplicant la identitat de Fibonacci s'obté:
{\displaystyle {\begin{aligned}&\left[{\frac {1}{2}}\left(3^{2}+1^{2}\right)\right]^{2}\pm 3\cdot 1\left(3^{2}-1^{2}\right)=\left[{\frac {1}{2}}\left(3^{2}-1^{2}\right)\pm 3\cdot 1\right]^{2}\\&\left[{\frac {1}{2}}\left(9+1\right)\right]^{2}\pm 3\cdot 1\left(9-1\right)=\left[{\frac {1}{2}}\left(9-1\right)\pm 3\cdot 1\right]^{2}\\&\left[{\frac {1}{2}}10\right]^{2}\pm 3\cdot 1\left(8\right)=\left[{\frac {1}{2}}\left(8\right)\pm 3\right]^{2}\\&5^{2}\pm 24=\left(4\pm 3\right)^{2}\\&\left\{{\begin{matrix}5^{2}+24=7^{2}\\5^{2}-24=1^{2}\\\end{matrix}}\right.\\\end{aligned}}}
Leonardo de Pisa utilitza sovint les proposicions precedents com a lemes per a les següents. Per aquest motiu, el llibre es troba encadenat lògicament. Les seves demostracions son retòriques, i fa servir segments de recta com a representació de les quantitats. Algunes d'aquestes proposicions no estan rigorosament demostrades, sinó que les accepta fent una espècie d'inducció completa, tot dotant-les d'exemples pràctics i específics. El seu domini algorítmic és excel·lent i totes les afirmacions del llibre poden ser demostrades amb les eines actuals. Al llibre, exceptuant d'algunes demostracions incompletes, no s'hi troben errors importants. El contingut del llibre supera amb escreix la resposta al desafiament rebut, i mostra l'estat de la matemàtica a la seva època.
Desgraciadament el manuscrit és incomplet, tot deixant estroncada la resolució d'un interessant problema. Tanamteix, el Liber Quadratorum és considerat una de les obres fonamentals del saber humà, i ha estat traduït a múltiples idiomes.
A Pisa, al segle xix es va fer una estàtua de Fibonacci. Avui és al claustre del cementeri històric del Camposanto, a la Piazza dei Miracoli.

## L'estàtua de Leonardo

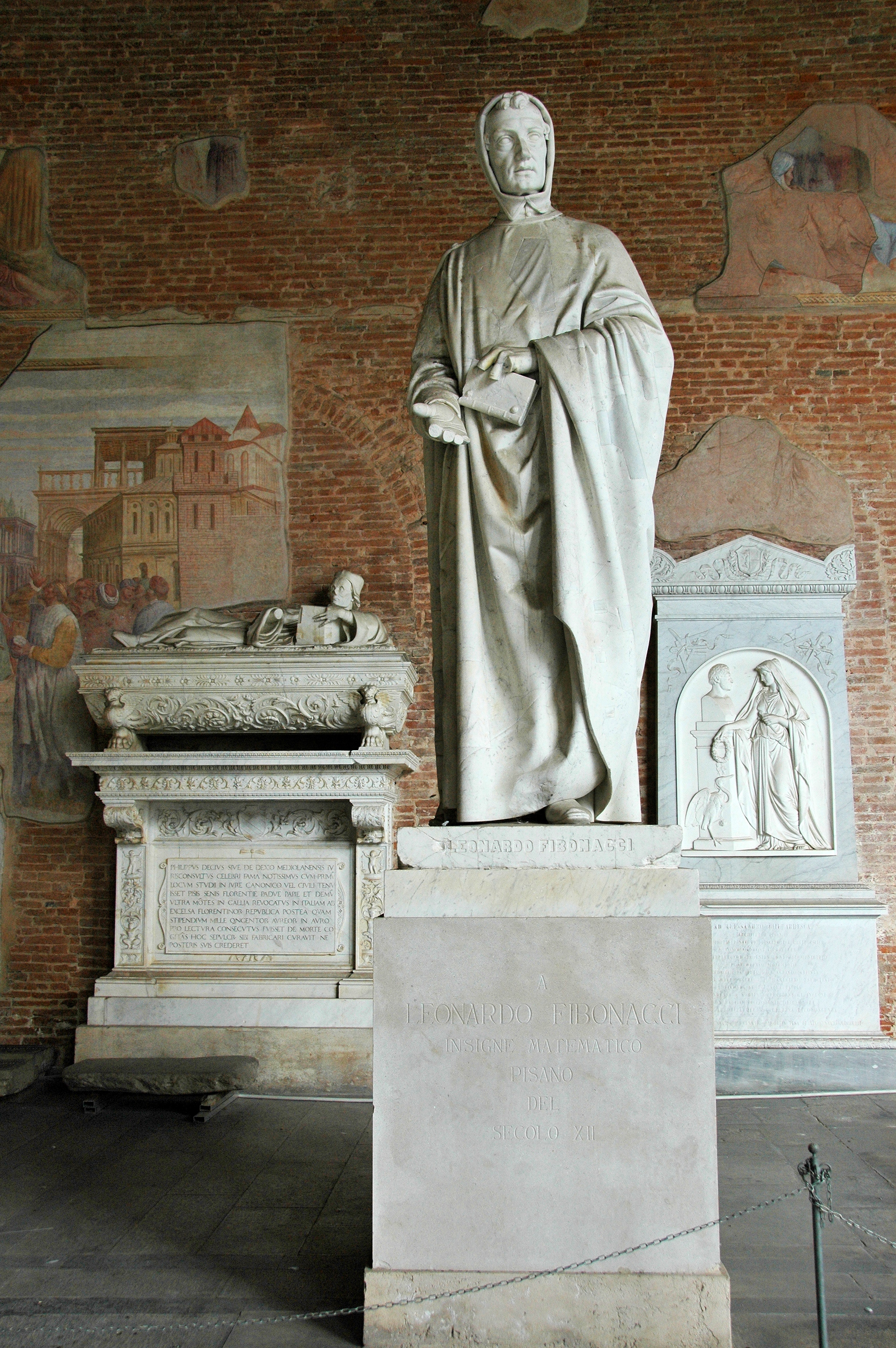
Monument a Leonardo de Pisa (Fibonacci), fet per Giovanni Paganucci i acabat el 1863, al Camposanto de Pisa

A Pisa, al claustre del cementiri històric Camposanto es troba una estàtua de Leonardo, amb una inscripció que diu: Ampere Leonardo Fibonacci Insigne Matematico Pisano del Secolo XII. La imatge és un producte de fantasia artística, ja que no hi ha de cap imatge ni representació contemporània de Leonardo.
L'estàtua es va fer per iniciativa de dos membres del govern provisional del Gran ducat de Toscana, Bettino Ricasoli i Cosimo Ridolfi, que promulgaren un decret per al finançament de l'estàtua el 23 de setembre de 1859. Se'n va encarregar l'escultor florentí Giovanni Paganucci, que va acabar l'obra el 1863. L'estàtua es va col·locar a Pisa sobre el Camposanto, on les tombes, ja des de l'edat mitjana, són mausoleus amb obres d'art.
A l'època del feixisme, les autoritats decidiren traslladar a Pisa l'estàtua de Leonardo el 1926, així com dues estàtues d'altres ciutadans prestigiosos de Pisa, traient-les de la solitud sacra del Camposanto i portant-les a llocs públics i ben visibles. L'estàtua de Leonardo es va col·locar al final meridional del Ponte di Mezzo. Durant la Segona Guerra Mundial, el pont va ser destruït el 1944. L'estàtua es va guardar en un magatzem i va ser oblidada. Als anys 1950 es va redescobrir, es va restaurar provisionalment, i es va col·locar al parc Giardino Scotto, a l'entrada oriental de la ciutat vella. Els anys 1990, l'ajuntament Pisa va restaurar l'estàtua, la va tornar a posar a la seva ubicació original al Camposanto.

## Obres publicades
- Liber Abaci (1202), un llibre de càlcul. Escrit el 1202, revisat i considerablement augmentat l'any 1228, es divideix en quinze capítols. Un capítol important està dedicat a les fraccions graduals,[19] de les quals exposa les propietats. En aquestes, basa una teoria dels nombres fraccionaris i, després d'haver-les introduït en els càlculs de nombres abstractes, les converteix en un instrument pràctic per a l'obtenció de nombres concrets. Totes les fraccions es presenten a la manera egípcia, és a dir, com a suma de fraccions amb numeradors unitaris i denominadors no repetits. L'única excepció és la fracció {\displaystyle \textstyle {\frac {2}{3}}},[20] que no es descompon. Inclou una taula per descomposició en fraccions unitàries que es llegeix de dreta a esquerra, com en les llengües semítiques.
- Practica Geometriae (1220), un compendi de geometria i trigonometria.[21] Està dividit en set capítols, en els quals aborda problemes de geometria dimensional referents a les figures planes i sòlides. És l'obra més avançada en el seu tipus que es troba en aquesta època a Occident.[22]
- Flos (1225) o Flos super solutionibus quarumdam questionum ad numerum et ad geometricam pertinentium ('Ramells de solucions de certes qüestions relatives al nombre i a la geometria'), és un compendi de solucions als problemes plantejats per Johannes de Palerm. Comprèn quinze problemes d'anàlisi determinada i indeterminada de primer grau. Dos d'aquests problemes havien estat proposats com a desafiament a Leonardo per Juan de Palerm, matemàtic de la cort de l'emperador Frederic II.[23]
- Liber quadratorum, (El llibre dels quadrats) sobre equacions diofàntiques, dedicat a l'emperador Frederic II del Sacre Imperi romanogermànic. Consta de vint proposicions; aquestes no consisteixen en un recull sistemàtic de les propietats dels nombres quadrats, sinó en una selecció de les propietats que porten a resoldre un problema d'anàlisi indeterminada de segon grau que li fou proposat per Teodor, un matemàtic de la cort de Frederic II.
- Di minor guisa, d'aritmètica comercial (perdut).
- Comentari al llibre X dels Elements d'Euclides (perdut).
- Carta a Teodor. És una simple carta que Leonardo envià a Teodor, astrolòleg de la cort de Frederic II. S'hi resolen dos problemes. El primer és algebraic i consisteix a trobar objectes de diferents proporcions. Aquests objectes porten noms d'ocells de diverses espècies. Paul Ver Eecke, que va traduir el Liber Quadratorum al francès des de l'original llatí de l'edició de 1228, opina que va poder haver estat una cortesia cap a Frederic II, que era aficionat a la caça amb falcó, preveient que la seva carta seria portada al príncep. El segon problema és geometricoalgebraic. Es tracta d'inscriure en un triangle isòsceles un pentàgon equilàter que tingui un costat sobre la base del triangle i altres dos costats sobre els restants d'aquest. Ho redueix a una equació de segon grau, donant un valor molt aproximat per al costat del pentàgon en el sistema sexagesimal.